# Обухівська міська територіальна громада
Обухівська міська територіальна громада — територіальна громада в Україні, в Обухівському районі Київської області. Адміністративний центр — місто Обухів.
Площа громади — 394,94 км², населення — 42 400 осіб (2020).
Утворена 12 червня 2020 року шляхом об'єднання Обухівської міської ради обласного значення та Германівської, Григорівської, Дерев'янської, Деремезнянської, Долинської, Копачівської, Красненської Першої, Краснослобідської, Маловільшанської, Нещерівської, Перегонівської, Першотравенської, Семенівської сільських рад Обухівського району.

## Населені пункти
У складі громади 1 місто (Обухів) і 24 села:
- Безіменне
- Германівка
- Григорівка
- Гудимове
- Гусачівка
- Дерев'яна
- Деремезна
- Долина
- Застугна
- Козіївка
- Копачів
- Красне Перше
- Кулі
- Ленди
- Макарівка
- Мала Вільшанка
- Матяшівка
- Нещерів
- Перегонівка
- Семенівка
- Слобідка
- Степок
- Таценки
- Шевченкове

## Старостинські округи
- Германівський
- Григорівський
- Дерев'янський
- Деремезнянський
- Долинський
- Копачівський
- Красненський Перший
- Краснослобідський
- Маловільшанський
- Нещерівський
- Перегонівський
- Першртравенський
- Семенівський